# Castianeira teres
Castianeira teres är en spindelart som beskrevs av Simon 1897. Castianeira teres ingår i släktet Castianeira och familjen flinkspindlar.
Artens utbredningsområde är Paraguay. Inga underarter finns listade i Catalogue of Life.